# 柱密度
柱密度（はしらみつど）とは、視線に沿ってどの程度の物質が重なり合って見えるかを表す線密度。天文学では遠方の天体の観測がどうしても一方向からしかできないことと、それと相まって奥行きの長さを測定することは難しいので観測から得られる量は柱密度であることが多い。